# Iwańkowo (rejon jasnogorski)
Iwańkowo (ros. Иваньково) – wieś (sieło) w Rosji, w obwodzie tulskim, w rejonie jasnogorskim. W 2021 liczyła 989 mieszkańców.